# Henrique II av Kongo
Henrique II av Kongo, död 1803, var kung av Kongo mellan 1794 och 1803.